# Маджини, Джованни Паоло
Джованни Паоло Маджини (итал. Giovanni Paolo Maggini; 25 августа 1580, Боттичино — 1632, Брешиа) — итальянский скрипичный мастер.
В 1598—1604 годах учился у Гаспаро да Сало, и ранние инструменты Маджини, как считается, почти неотличимы от работ его наставника. В дальнейшем значительно развил своё мастерство, ориентируясь на достижения мастеров из Кремоны. Инструменты его работы отличаются мягким звуком, похожим на альт, и высоко ценятся; изделия Маджини считаются вершиной развития брешианской школы скрипичных мастеров.
Умер предположительно во время эпидемии чумы. Его сын Пьетро Санто Маджини также изготовлял превосходные скрипки, альты и басы.